# Nikola Petrović (cầu thủ bóng đá)
Nikola Petrović (Никола Петровић; sinh ngày 10 tháng 4 năm 1988) là một cầu thủ bóng đá Serbia thi đấu ở vị trí thủ môn cho Napredak Kruševac.

## Sự nghiệp
Sau 5 mùa giải ở Teleoptik, Petrović ký hợp đồng với Partizan mùa hè 2011.
Trong kỳ chuyển nhượng mùa đông 2015, Petrović chuyển đến Slovenia và ký hợp đồng với Zavrč.
Đầu năm 2016, Petrović trở về quê nhà và gia nhập Napredak Kruševac.

## Danh hiệu
Partizan
- Serbian SuperLiga: 2011–12, 2012–13

Napredak Kruševac
- Serbian First League: 2015–16